# اولیوا جسی
اولیوا جسی (به ایتالیایی: Oliva Gessi) یک کومونه در ایتالیا است که در استان پاویا واقع شده‌است. اولیوا جسی ۳٫۹ کیلومتر مربع مساحت و ۱۷۹ نفر جمعیت دارد و ۲۴۵ متر بالاتر از سطح دریا واقع شده‌است.